# تريسي أوستين
تريسي أوستين (بالإنجليزية: Tracy Austin)‏ مواليد 12 ديسمبر 1962 في كاليفورنيا، هي لاعبة كرة مضرب أمريكية سابقة كانت تلعب باليد اليمنى بدأت مسيرتها كمحترفة عام October 23, 1978، اعتزلت اللعب في يوليو 1994. سبق أن كانت المصنفة الأولى عالمياً.

## روابط خارجية
- تريسي أوستين على موقع رابطة محترفات التنس (الإنجليزية)
- تريسي أوستين على موقع الاتحاد الدولي لكرة المضرب (الإنجليزية)
- تريسي أوستين على موقع كأس بيلي جين كينغ (الإنجليزية)
- تريسي أوستين على موقع قاعة مشاهير كرة المضرب الدولية (الإنجليزية)
- تريسي أوستين على موقع بطولة ويمبلدون (الإنجليزية)
- تريسي أوستين على موقع خلاصة التنس.كوم (الإنجليزية)
- تريسي أوستين على موقع إي إس بي إن.كوم (الإنجليزية)